# داكوتا لوكاس
داكوتا لوكاس (بالإنجليزية: Dakota Lucas)‏ هو لاعب كرة قدم نيوزيلندي، ولد في 26 يوليو 1991 في هاستينجس في نيوزيلندا. شارك مع منتخب نيوزيلندا تحت 20 سنة لكرة القدم. أما مع النوادي، فقد لعب مع تيم ويلينغتون ووايتاكيري يونايتد.

## وصلات خارجية
- داكوتا لوكاس على موقع الاتحاد الدولي (مؤرشف)  (الإنجليزية)
- داكوتا لوكاس على موقع قاعدة بيانات كرة القدم.إي يو (الإنجليزية)
- داكوتا لوكاس على موقع Soccerway.com (الإنجليزية)
- داكوتا لوكاس على موقع أوليمبيديا (الإنجليزية)
- داكوتا لوكاس على موقع اللجنة الأولمبية النيوزيلندية (الإنجليزية)